# طارق الجنابي (لاعب كرة قدم مغربي)
طارق الجنابي هو لاعب كرة قدم مغربي محترف يلعب حالياً مع أباهاني ليميتد البنغلاديشي.

## المسيرة الرياضية
أمضى الجنابي معظم حياته الرياضية في آسيا مع الأندية الإندونيسية سريويجايا وآريما كرونوس وبرو دوتا النادي الأهلي القطري وفهغ الماليزي وشباب الريف الحسيمي المغربي.